# 진주우편집중국

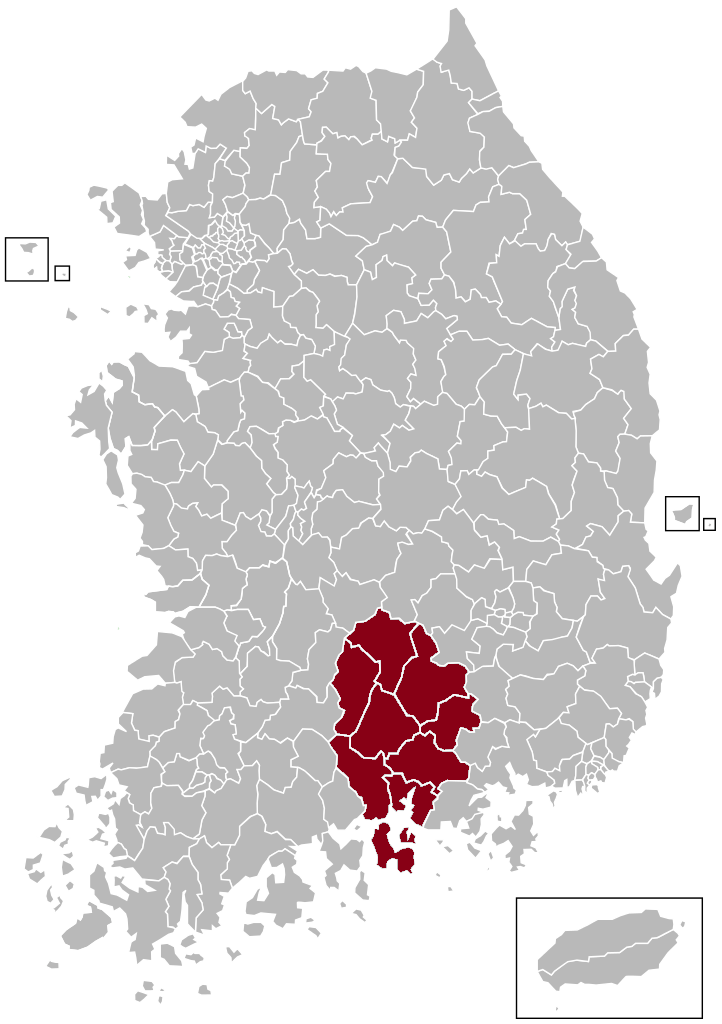
진주우편집중국의 관할 구역

진주우편집중국(晉州郵便集中局)은 대한민국 우정사업본부 부산지방우정청 소속의 우편집중국이다. 경상남도 진주시 금산면 중천로 25(중천리)에 있다.

## 관할구역
- 의령군, 진주시, 사천시, 산청군, 하동군, 남해군, 거창군, 함양군, 합천군

## 조직
- 물류총괄과
- 지원기술과
- 지도노무실